# José Antonio Monago
José Antonio Monago Terraza (Quintana de la Serena, Badajoz, 10 de enero de 1966) es un político español, presidente de la Junta de Extremadura entre 2011 y 2015. También desempeñó los cargos de presidente de la Comisión de Presupuestos del Senado y presidente del Partido Popular de Extremadura.

## Biografía

### Primeros años: formación
Nacido en Quintana de la Serena, su padre, Manuel, natural de Guareña y proveniente de una familia de agricultores, era guardia civil; su madre, Rosalía, nacida en Hornachos y criada en Cordobilla de Lácara, era hija de un cartero. Después de que su padre fuese destinado finalmente a Badajoz, José Antonio Monago creció allí. Comenzó sus primeros estudios en el Colegio Público Aneja, y culminó la fase preuniversitaria en el Instituto Público Bárbara de Braganza, donde cursó COU. Durante esta etapa, Monago llegó a participar en la selección extremeña de balonmano como portero.

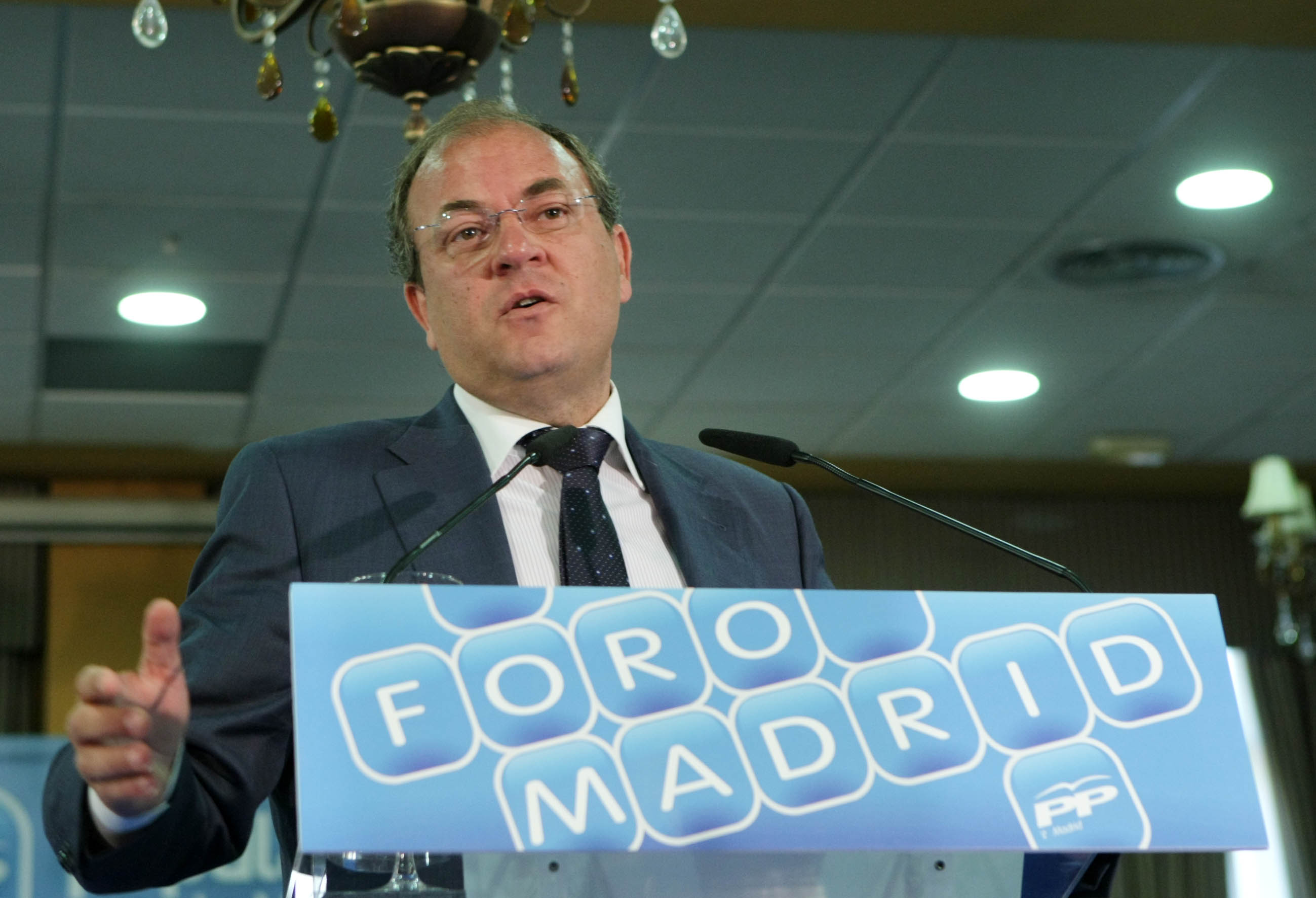
José Antonio Monago en el Foro PP de Madrid.

Ingresó en el Cuerpo de Bomberos en 1987, del que en la actualidad es jefe de sección. Entre otros servicios, formó parte de los equipos de rescate que actuaron en el incendio de los Almacenes Arias de Madrid, donde perdieron la vida 10 bomberos, y fundó la ONG SOS Extremadura, que actuó en los terremotos de Argelia y Marruecos. Intervino en las desgraciadas inundaciones de Badajoz de 1997, realizando labores de reconocimiento y rescate aéreo con el Servicio Aéreo de Rescate del Ejército del Aire. Junto a un grupo de buceadores localizó a una de las personas desaparecidas en esta trágica catástrofe.
Al mismo tiempo, culminó en la Universidad de Extremadura los estudios de Formación del Profesorado de EGB en la especialidad de Ciencias Humanas. 
Posteriormente cursó los estudios de experto universitario en Criminología dependientes de la Universidad de Cádiz, cursó Derecho en Cáceres, realizó dos años de Prácticas Jurídicas en el Colegio de Abogados de Badajoz (donde se colegió), y realizó los cursos de doctorado en Derecho en la Universidad de Salamanca. Impartió docencia en la Academia de Seguridad Pública de la Junta de Extremadura, en cursos relacionados con la seguridad pública. Ha sido docente en la Deusto Business School en su sede de Madrid, del Programa de Liderazgo Público en Emprendimiento e Innovación. Fue alférez R. V. de Infantería de Marina, con destino en el Tercio Sur y Tercio de Armada, en San Fernando (Cádiz). En 2018 recibió la Medalla de Honor de la Asociación de Víctimas del Terrorismo (AVT). Cuenta con la Cruz de Plata de la Orden del Mérito de la Guardia Civil.
En junio de 2021 Monago rescató a una mujer de un grave accidente de coche.

### Carrera política
Su paso por la política se inició en el Partido Demócrata Popular de Óscar Alzaga en Badajoz, de donde pasó, cuando se fusionó este partido con el Partido Popular, a las Nuevas Generaciones. En aquella época, fue cofundador del Consejo Local de la Juventud de Badajoz, siendo su primer vicepresidente. En las elecciones municipales de 1991 fue elegido concejal en el Ayuntamiento de Badajoz por el Partido Popular. Fue primer teniente de alcalde con el alcalde de Badajoz Miguel Ángel Celdrán Matute, de quien se dijo sería su delfín y a quien siempre ha considerado como su padre político. Igualmente ha sido diputado autonómico y senador.
Entre 2000 y 2004 fue secretario general del PP de Extremadura, de 2004 a 2008 fue presidente del PP de Badajoz, y desde el 9 de noviembre de 2008 presidente del PP de Extremadura así como su candidato a la Asamblea de Extremadura en las elecciones autonómicas de 2011. A pesar de que el PP fue la lista más votada en la Junta de Extremadura, no alcanzó la mayoría absoluta, por lo que obtuvo la presidencia gracias a la abstención de los tres diputados de Izquierda Unida, convirtiéndose así en el primer y único presidente de Extremadura del Partido Popular, tras 28 años de gobierno del PSOE. Fue presidente de la Comisión de Presupuestos del Senado. Ha coordinado el Comité de Presidentes Autonómicos del Partido Popular. En la actualidad, es Portavoz Adjunto del Grupo Parlamentario Popular en el Senado. y Presidente Nacional del Comité de Derechos y Garantías del Partido Popular.

#### Presidencia de la Junta de Extremadura
Tomó posesión el 8 de julio de 2011 como presidente de la Junta de Extremadura. Fue durante tres años jefe de la Delegación Española en el Comité de las Regiones con sede en Bruselas, por acuerdo de las comunidades autónomas de España. Impulsó una Estrategia de Especialización Inteligente en la región, denominada "One", orientada a la innovación y transformación de la economía extremeña, su especialización inteligente, como elemento estructural y sostenido en el tiempo.
Apostó durante su mandato por estrechar los lazos con Israel, como elemento inspirador en materia de emprendimiento . Creó una Dirección General de Acción Exterior e Inversiones, así como la Delegación de la Junta de Extremadura en Europa, decisiva para atraer capital a la región, y buscar mercados para los productos extremeños, a través de la iniciativa "Invest in Extremadura". Impulsó dos bajadas de impuestos y bonificó el impuesto de sucesiones y donaciones. Impulsó la creación de un grupo de trabajo en relación con el Eje 16, Red Transeuropea de Transporte por Ferrocarril, participando junto a los presidentes de Aragón, Madrid y Castilla-La Mancha.
En 2014, aprobó el Parlamento el Anteproyecto de Ley de Renta Básica, con los votos a favor de Partido Popular e Izquierda Unida, y en contra del PSOE y Prex-Crex.
Apostó decididamente por el Festival Internacional de Teatro Clásico de Mérida, volviendo a ser referente nacional e internacional, a pesar de los graves problemas económicos que venía arrastrando. Encargó la tarea a Jesús Cimarro como director, que aún hoy sigue desarrollándola, a pesar del cambio de gobierno. Durante su gobierno, se firmó convenio con la galerista Helga de Alvear, determinante para fijar su importante colección en Extremadura, e impulsar la ampliación del Museo Helga de Alvear. Sin duda, el hito más importante fue el diseño y aprobación del Programa Operativo FEDER 2014-2020 de Extremadura, que supuso una importante inyección de dinero para la región. En marzo de 2015 se aprobó la Ley de Igualdad Social de Lesbianas, Gais, Bisexuales, Transgéneros, Transexuales e Intersexuales que, impulsada por el Gobierno de José Antonio Monago (PP) y con la participación de los citados colectivos, fue  respalda unánimemente por el Parlamento. Comenzó el mandato en 2011 con una caída del PIB en la región del -1,1 %, y lo finalizó en 2015, con un PIB positivo en Extremadura del 3,2 %.

#### «Barón Rojo»
La presidencia de Monago, debido a la necesidad del apoyo parlamentario de Izquierda Unida, se caracterizó, según sus propias palabras, por un «viaje al centro» y el consiguiente impulso de políticas y proyectos de mayor sensibilidad social. Así por ejemplo, en junio de 2014 anunció que, frente a las políticas fiscales contractivas de su partido, llevaría a cabo una bajada del IRPF a los extremeños. Bajada que cifró en una media de 292 euros anuales por contribuyente.
Por otra parte, a lo largo de su mandato, realizó numerosas declaraciones matizando posturas de su partido en temas como la reforma del aborto del entonces ministro de Justicia Alberto Ruíz Gallardón. También hizo algunas declaraciones acerca de los diversos casos de corrupción de la época, incluidos los de su partido, sobre los que afirmó que habían influido en los malos resultados electorales obtenidos por el Partido Popular en las elecciones al Parlamento Europeo de 2014. Estas políticas y declaraciones le granjearon, por parte sobre todo de la prensa, el apelativo de «Barón Rojo», en referencia al nombre que reciben los dirigentes autonómicos de los principales partidos (barones), aunque él lo desmintiera en alguna ocasión. Por primera vez ondeó la bandera arcoíris en la sede de Presidencia de la Junta de Extremadura, en el año 2014.

### Fotografía
Aficionado a la fotografía, ha obtenido el Primer Premio de Fotografía de la Asociación Aire, una organización española de aficionados a la aeronáutica. Ha publicado instantáneas en numerosos medios nacionales e internacionales, como la revista Avion Revue, o la Eurofighter Typhoon Magazine, y en las redes sociales del Ejército del Aire.